# Forever Marilyn
Forever Marilyn es una estatua de gran tamaño de Marilyn Monroe diseñada por Seward Johnson. La escultura representa una de las imágenes más famosas de la actriz, extraída de la película dirigida por Billy Wilder The Seven Year Itch (1955). Creada en 2011, la estatua ha sido expuesta en varias localizaciones de Estados Unidos así como en Australia.

## Diseño y exhibiciones
La escultura, de 7,9 metros  de altura y 15.000 kg de peso, realizada en acero inoxidable y aluminio policromado, constituye un tributo a la icónica escena de Marilyn Monroe mostrada en la comedia dirigida por Wilder, representando la estatua el instante en que una ráfaga de aire proveniente de una rejilla de ventilación del metro de Nueva York levanta la falda del vestido de la actriz.
La estatua fue exhibida en Pioneer Court, en Magnificent Mile, Chicago, Illinois, antes de ser trasladada a la esquina situada entre Palm Canyon Drive y Tahquitz Canyon Way en Palm Springs, California, en 2012.
Tras ser despedida durante la Palm Springs Village Fest el 27 de marzo de 2014, la estatua fue reubicada en Grounds for Sculpture (GFS), un terreno de 42 acres en Hamilton, Nueva Jersey, como parte de una retrospectiva en honor a Seward Johnson. Debido a su popularidad, la escultura permaneció en exposición en el GFS hasta septiembre de 2015, después de la finalización oficial de la retrospectiva. Posteriormente, la estatua fue exhibida en 2016 en Rosalind Park, en la ciudad australiana de Bendigo, con ocasión de la Bendigo Art Gallery's Marilyn Monroe exhibition. En 2018, la escultura fue expuesta en Latham Park, Stamford, Connecticut, como parte de una gran exhibición pública de arte en honor a la obra de Seward Johnson. Un total de treinta y seis esculturas fueron ubicadas en las calles y parques de la ciudad, siendo Forever Marilyn la joya de la exposición. La escultura, no obstante, causó controversia a nivel internacional cuando fue ubicada en Stamford ante las protestas como consecuencia de que la estatua mostrase su ropa interior frente a la Primera Iglesia Congregacional.

## Recepción
En agosto y septiembre de 2011, la escultura sufrió tres ataques vandálicos, el más reciente consistente en arrojar pintura roja sobre la estatua. Según el director ejecutivo del Chicago Public Arts Group, estos ataques se debieron a que la escultura «está cargada de significado político, significado provocativo y significado sexual».
A pesar de eso, el público en general reaccionó con entusiasmo:

Forever Marilyn viajó de regreso a Hamilton en abril de 2014, llegando a Grounds for Sculpture en un camión a la vez que dos docenas de personas animaban y tomaban imágenes. Durante el viaje campo a través, la gente sacaba fotos de la escultura en aparcamientos y a lo largo de la autopista y las publicaban en redes sociales.

Se conoce la existencia de al menos una falsificación del mismo tamaño que la escultura original debido a la existencia de varias fotografías de una estatua idéntica tomadas en un vertedero tras su exhibición a las afueras de un centro de negocios en Guigang, China.